# Nardia minutifolia
Nardia minutifolia là một loài Rêu trong họ Jungermanniaceae. Loài này được Furuki mô tả khoa học đầu tiên năm 2006.